# Bretagne Classic Ouest-France 2024
Bretagne Classic Ouest-France 2024 – 88. edycja wyścigu kolarskiego Bretagne Classic Ouest-France, która odbyła się 25 sierpnia 2024 na liczącej ponad 259 kilometrów trasie wokół miejscowości Plouay. Impreza kategorii 1.UWT była częścią UCI World Tour 2024.

## Uczestnicy

### Drużyny
| WorldTeams (18)- Alpecin-Deceuninck - Arkéa-B&B Hotels - Astana Qazaqstan Team - Bahrain Victorious - Red Bull-Bora-Hansgrohe - Cofidis - Decathlon-AG2R La Mondiale - EF Education-EasyPost - Groupama-FDJ - Ineos Grenadiers - Intermarché-Wanty - Lidl-Trek - Movistar Team - Soudal Quick-Step - Team dsm-firmenich PostNL - Team Jayco AlUla - Team Visma \| Lease a Bike - UAE Team Emirates ProTeams (6)- Burgos-BH - Euskaltel-Euskadi - Israel-Premier Tech - Lotto Dstny - TotalEnergies - Uno-X Mobility |
| |

### Lista startowa
| Groupama-FDJ GFC | Groupama-FDJ GFC       | Groupama-FDJ GFC |
| ---------------- | ---------------------- | ---------------- |
| Nr               | Kolarz                 | Miejsce          |
| 1                | Valentin Madouas (FRA) | 44.              |
| 2                | Laurence Pithie (NZL)  | 101.             |
| 3                | Romain Grégoire (FRA)  | 37.              |
| 4                | Samuel Watson (GBR)    | DNF              |
| 5                | Olivier Le Gac (FRA)   | 91.              |
| 6                | Thibaud Gruel (FRA)    | 8.               |
| 7                | Clément Davy (FRA)     | DNF              |

| TotalEnergies TEN | TotalEnergies TEN        | TotalEnergies TEN |
| ----------------- | ------------------------ | ----------------- |
| Nr                | Kolarz                   | Miejsce           |
| 11                | Mathieu Burgaudeau (FRA) | 36.               |
| 12                | Jordan Jegat (FRA)       | 86.               |
| 13                | Thomas Gachignard (FRA)  | 32.               |
| 14                | Julien Simon (FRA)       | 16.               |
| 15                | Sandy Dujardin (FRA)     | 66.               |
| 16                | Pierre Latour (FRA)      | 114.              |
| 17                | Fabien Grellier (FRA)    | 55.               |

| UAE Team Emirates UAD | UAE Team Emirates UAD     | UAE Team Emirates UAD |
| --------------------- | ------------------------- | --------------------- |
| Nr                    | Kolarz                    | Miejsce               |
| 21                    | Marc Hirschi (SUI)        | 1.                    |
| 22                    | Diego Ulissi (ITA)        | 38.                   |
| 23                    | Felix Großschartner (AUT) | 47.                   |
| 24                    | Jan Christen (SUI)        | 28.                   |
| 25                    | Finn Fisher-Black (NZL)   | 99.                   |
| 26                    | Domen Novak (SLO) (szosa) | DNF                   |
| 27                    | Alessandro Covi (ITA)     | 106.                  |

| Lotto Dstny LTD | Lotto Dstny LTD             | Lotto Dstny LTD |
| --------------- | --------------------------- | --------------- |
| Nr              | Kolarz                      | Miejsce         |
| 31              | Arnaud De Lie (BEL) (szosa) | 4.              |
| 32              | Maxim Van Gils (BEL)        | 41.             |
| 33              | Florian Vermeersch (BEL)    | 78.             |
| 34              | Jasper De Buyst (BEL)       | 96.             |
| 35              | Liam Slock (BEL)            | 102.            |
| 36              | Cédric Beullens (BEL)       | 100.            |
| 37              | Sébastien Grignard (BEL)    | 117.            |

| Team Visma \| Lease a Bike TVL | Team Visma \| Lease a Bike TVL   | Team Visma \| Lease a Bike TVL |
| ------------------------------ | -------------------------------- | ------------------------------ |
| Nr                             | Kolarz                           | Miejsce                        |
| 41                             | Christophe Laporte (FRA) (szosa) | DNF                            |
| 42                             | Tiesj Benoot (BEL)               | 17.                            |
| 43                             | Bart Lemmen (NED)                | 75.                            |
| 44                             | Koen Bouwman (NED)               | 85.                            |
| 45                             | Mick van Dijke (NED)             | 68.                            |
| 46                             | Tosh Van der Sande (BEL)         | DNF                            |
| 47                             | Julien Vermote (BEL)             | 109.                           |

| Red Bull-Bora-Hansgrohe RBH | Red Bull-Bora-Hansgrohe RBH   | Red Bull-Bora-Hansgrohe RBH |
| --------------------------- | ----------------------------- | --------------------------- |
| Nr                          | Kolarz                        | Miejsce                     |
| 51                          | Jai Hindley (AUS)             | 88.                         |
| 52                          | Maximilian Schachmann (GER)   | 40.                         |
| 53                          | Matteo Sobrero (ITA)          | 90.                         |
| 54                          | Frederik Wandahl (DEN)        | 23.                         |
| 55                          | Alexander Hajek (AUT) (szosa) | 20.                         |
| 56                          | Emil Herzog (GER)             | 107.                        |
| 57                          | Anton Palzer (GER)            | DNF                         |

| Ineos Grenadiers IGD | Ineos Grenadiers IGD   | Ineos Grenadiers IGD |
| -------------------- | ---------------------- | -------------------- |
| Nr                   | Kolarz                 | Miejsce              |
| 61                   | Thomas Pidcock (GBR)   | 51.                  |
| 62                   | Magnus Sheffield (USA) | 12.                  |
| 63                   | Tobias Foss (NOR)      | 98.                  |
| 64                   | Connor Swift (GBR)     | 95.                  |
| 65                   | Ben Turner (GBR)       | 108.                 |
| 66                   | Ben Swift (GBR)        | 92.                  |
| 67                   | Salvatore Puccio (ITA) | 113.                 |

| EF Education-EasyPost EFE | EF Education-EasyPost EFE          | EF Education-EasyPost EFE |
| ------------------------- | ---------------------------------- | ------------------------- |
| Nr                        | Kolarz                             | Miejsce                   |
| 71                        | Neilson Powless (USA)              | 53.                       |
| 72                        | Michael Valgren (DEN)              | 43.                       |
| 73                        | Simon Carr (GBR)                   | DNF                       |
| 74                        | Lukas Nerurkar (GBR)               | 30.                       |
| 75                        | Mikkel Frølich Honoré (DEN)        | 13.                       |
| 76                        | Yuhi Todome (JPN)                  | DNF                       |
| 77                        | Jardi Christiaan van der Lee (NED) | DNF                       |

| Team Jayco AlUla JAY | Team Jayco AlUla JAY          | Team Jayco AlUla JAY |
| -------------------- | ----------------------------- | -------------------- |
| Nr                   | Kolarz                        | Miejsce              |
| 81                   | Michael Matthews (AUS)        | 7.                   |
| 82                   | Anders Foldager (DEN)         | 60.                  |
| 83                   | Luka Mezgec (SLO)             | DNF                  |
| 84                   | Davide De Pretto (ITA)        | 71.                  |
| 85                   | Lucas Hamilton (AUS)          | DNF                  |
| 86                   | Lawson Craddock (USA)         | DNF                  |
| 87                   | Christopher Juul-Jensen (DEN) | 124.                 |

| Israel-Premier Tech IPT | Israel-Premier Tech IPT  | Israel-Premier Tech IPT |
| ----------------------- | ------------------------ | ----------------------- |
| Nr                      | Kolarz                   | Miejsce                 |
| 91                      | Nick Schultz (AUS)       | 59.                     |
| 92                      | Simon Clarke (AUS)       | 111.                    |
| 93                      | Hugo Houle (CAN)         | 64.                     |
| 94                      | Krists Neilands (LAT)    | 15.                     |
| 95                      | Jake Stewart (GBR)       | 22.                     |
| 96                      | Mads Würtz Schmidt (DEN) | 14.                     |
| 97                      | Guillaume Boivin (CAN)   | 80.                     |

| Team dsm-firmenich PostNL DFP | Team dsm-firmenich PostNL DFP | Team dsm-firmenich PostNL DFP |
| ----------------------------- | ----------------------------- | ----------------------------- |
| Nr                            | Kolarz                        | Miejsce                       |
| 101                           | Warren Barguil (FRA)          | 25.                           |
| 102                           | Casper van Uden (NED)         | 94.                           |
| 103                           | John Degenkolb (GER)          | 103.                          |
| 104                           | Tobias Lund Andresen (DEN)    | 118.                          |
| 105                           | Nils Eekhoff (NED)            | 31.                           |
| 106                           | Timo Roosen (NED)             | DNF                           |
| 107                           | Alexander Edmondson (AUS)     | DNF                           |

| Arkéa-B&B Hotels ARK | Arkéa-B&B Hotels ARK      | Arkéa-B&B Hotels ARK |
| -------------------- | ------------------------- | -------------------- |
| Nr                   | Kolarz                    | Miejsce              |
| 111                  | Kévin Vauquelin (FRA)     | DNF                  |
| 112                  | Ewen Costiou (FRA)        | DNF                  |
| 113                  | Clément Venturini (FRA)   | 9.                   |
| 114                  | Clément Champoussin (FRA) | 35.                  |
| 115                  | Louis Barré (FRA)         | 45.                  |
| 116                  | Alan Riou (FRA)           | DNF                  |
| 117                  | Anthony Delaplace (FRA)   | 62.                  |

| Movistar Team MOV | Movistar Team MOV         | Movistar Team MOV |
| ----------------- | ------------------------- | ----------------- |
| Nr                | Kolarz                    | Miejsce           |
| 121               | Alex Aranburu (ESP)       | 29.               |
| 122               | Iván García Cortina (ESP) | 73.               |
| 123               | Iván Romeo (ESP)          | 77.               |
| 124               | Rémi Cavagna (FRA)        | DNF               |
| 125               | Johan Jacobs (SUI)        | 89.               |
| 126               | Manlio Moro (ITA)         | DNF               |
| 127               | Sergio Samitier (ESP)     | 63.               |

| Lidl-Trek LTK | Lidl-Trek LTK        | Lidl-Trek LTK |
| ------------- | -------------------- | ------------- |
| Nr            | Kolarz               | Miejsce       |
| 131           | Jasper Stuyven (BEL) | 49.           |
| 132           | Andrea Bagioli (ITA) | 39.           |
| 133           | Thibau Nys (BEL)     | 5.            |
| 134           | Edward Theuns (BEL)  | 84.           |
| 135           | Bauke Mollema (NED)  | 61.           |
| 136           | Quinn Simmons (USA)  | 74.           |
| 137           | Fabio Felline (ITA)  | DNF           |

| Intermarché-Wanty IWA | Intermarché-Wanty IWA     | Intermarché-Wanty IWA |
| --------------------- | ------------------------- | --------------------- |
| Nr                    | Kolarz                    | Miejsce               |
| 141                   | Laurenz Rex (BEL)         | 69.                   |
| 142                   | Hugo Page (FRA)           | 10.                   |
| 143                   | Francesco Busatto (ITA)   | 70.                   |
| 144                   | Dion Smith (NZL)          | DNF                   |
| 145                   | Baptiste Planckaert (BEL) | 112.                  |
| 146                   | Gijs Van Hoecke (BEL)     | 116.                  |
| 147                   | Adrien Petit (FRA)        | 104.                  |

| Cofidis COF | Cofidis COF           | Cofidis COF |
| ----------- | --------------------- | ----------- |
| Nr          | Kolarz                | Miejsce     |
| 151         | Benjamin Thomas (FRA) | 27.         |
| 152         | Piet Allegaert (BEL)  | 126.        |
| 153         | Ben Hermans (BEL)     | 50.         |
| 154         | Anthony Perez (FRA)   | 42.         |
| 155         | Alexis Gougeard (FRA) | 121.        |
| 156         | Nolann Mahoudo (FRA)  | 120.        |
| 157         | Gorka Izagirre (ESP)  | 67.         |

| Decathlon-AG2R La Mondiale DAT | Decathlon-AG2R La Mondiale DAT | Decathlon-AG2R La Mondiale DAT |
| ------------------------------ | ------------------------------ | ------------------------------ |
| Nr                             | Kolarz                         | Miejsce                        |
| 161                            | Benoît Cosnefroy (FRA)         | 26.                            |
| 162                            | Paul Lapeira (FRA) (szosa)     | 48.                            |
| 163                            | Andrea Vendrame (ITA)          | 34.                            |
| 164                            | Dorian Godon (FRA)             | 6.                             |
| 165                            | Alex Baudin (FRA)              | 46.                            |
| 166                            | Bastien Tronchon (FRA)         | 54.                            |
| 167                            | Larry Warbasse (USA)           | 33.                            |

| Astana Qazaqstan Team AST | Astana Qazaqstan Team AST | Astana Qazaqstan Team AST |
| ------------------------- | ------------------------- | ------------------------- |
| Nr                        | Kolarz                    | Miejsce                   |
| 171                       | Simone Velasco (ITA)      | 11.                       |
| 173                       | Samuele Battistella (ITA) | DNF                       |
| 174                       | Dmitrij Gruzdiew (KAZ)    | DNF                       |
| 175                       | Daniil Marukhin (KAZ)     | 127.                      |
| 176                       | Michele Gazzoli (ITA)     | DNF                       |
| 177                       | Igor Czżan (KAZ)          | DNF                       |

| Soudal Quick-Step SOQ | Soudal Quick-Step SOQ    | Soudal Quick-Step SOQ |
| --------------------- | ------------------------ | --------------------- |
| Nr                    | Kolarz                   | Miejsce               |
| 181                   | Julian Alaphilippe (FRA) | 58.                   |
| 182                   | Ilan Van Wilder (BEL)    | 56.                   |
| 183                   | Yves Lampaert (BEL)      | DNF                   |
| 184                   | Paul Magnier (FRA)       | 2.                    |
| 185                   | Martin Svrček (SVK)      | 87.                   |
| 186                   | Pepijn Reinderink (NED)  | DNS                   |
| 187                   | Ayco Bastiaens (BEL)     | DNF                   |

| Bahrain Victorious TBV | Bahrain Victorious TBV  | Bahrain Victorious TBV |
| ---------------------- | ----------------------- | ---------------------- |
| Nr                     | Kolarz                  | Miejsce                |
| 191                    | Pello Bilbao (ESP)      | 19.                    |
| 192                    | Edoardo Zambanini (ITA) | 18.                    |
| 193                    | Fred Wright (GBR)       | 119.                   |
| 194                    | Yukiya Arashiro (JPN)   | DNF                    |
| 195                    | Nikias Arndt (GER)      | 81.                    |
| 196                    | Dušan Rajović (SRB)     | DNF                    |
| 197                    | Andrea Pasqualon (ITA)  | 110.                   |

| Alpecin-Deceuninck ADC | Alpecin-Deceuninck ADC     | Alpecin-Deceuninck ADC |
| ---------------------- | -------------------------- | ---------------------- |
| Nr                     | Kolarz                     | Miejsce                |
| 201                    | Axel Laurance (FRA)        | 76.                    |
| 202                    | Gianni Vermeersch (BEL)    | 97.                    |
| 203                    | Søren Kragh Andersen (DEN) | 21.                    |
| 204                    | Michael Gogl (AUT)         | DNF                    |
| 205                    | Tobias Bayer (AUT)         | 72.                    |
| 206                    | Silvan Dillier (SUI)       | 125.                   |
| 207                    | Senne Leysen (BEL)         | 115.                   |

| Uno-X Mobility UXM | Uno-X Mobility UXM             | Uno-X Mobility UXM |
| ------------------ | ------------------------------ | ------------------ |
| Nr                 | Kolarz                         | Miejsce            |
| 211                | Jonas Abrahamsen (NOR)         | 105.               |
| 212                | Søren Wærenskjold (NOR)        | DNF                |
| 213                | Rasmus Tiller (NOR)            | 93.                |
| 214                | Magnus Cort Nielsen (DEN)      | 3.                 |
| 215                | Markus Hoelgaard (NOR) (szosa) | 57.                |
| 216                | Fredrik Dversnes (NOR)         | 65.                |
| 217                | William Blume Levy (DEN)       | DNF                |

| Burgos-BH BBH | Burgos-BH BBH        | Burgos-BH BBH |
| ------------- | -------------------- | ------------- |
| Nr            | Kolarz               | Miejsce       |
| 221           | Ander Okamika (ESP)  | 52.           |
| 222           | Ángel Fuentes (ESP)  | 82.           |
| 223           | Clément Alleno (FRA) | 83.           |
| 224           | Antonio Angulo (ESP) | 24.           |
| 225           | Óscar Pelegrí (ESP)  | 122.          |
| 226           | Sebastián Mora (ESP) | 123.          |
| 227           | Karel Vacek (CZE)    | 128.          |

| Euskaltel-Euskadi EUS | Euskaltel-Euskadi EUS          | Euskaltel-Euskadi EUS |
| --------------------- | ------------------------------ | --------------------- |
| Nr                    | Kolarz                         | Miejsce               |
| 231                   | Víctor de la Parte (ESP)       | DNF                   |
| 232                   | Xavier Cañellas (ESP)          | 79.                   |
| 233                   | Andoni López de Abetxuko (ESP) | 129.                  |
| 234                   | Asier Etxeberria (ESP)         | DNF                   |
| 235                   | Unai Cuadrado (ESP)            | DNF                   |
| 236                   | Nicolás Alustiza (ESP)         | DNF                   |
| 237                   | Unai Zubeldia (ESP)            | DNF                   |

| Groupama-FDJ GFC | Groupama-FDJ GFC       | Groupama-FDJ GFC |
| ---------------- | ---------------------- | ---------------- |
| Nr               | Kolarz                 | Miejsce          |
| 1                | Valentin Madouas (FRA) | 44.              |
| 2                | Laurence Pithie (NZL)  | 101.             |
| 3                | Romain Grégoire (FRA)  | 37.              |
| 4                | Samuel Watson (GBR)    | DNF              |
| 5                | Olivier Le Gac (FRA)   | 91.              |
| 6                | Thibaud Gruel (FRA)    | 8.               |
| 7                | Clément Davy (FRA)     | DNF              |

| TotalEnergies TEN | TotalEnergies TEN        | TotalEnergies TEN |
| ----------------- | ------------------------ | ----------------- |
| Nr                | Kolarz                   | Miejsce           |
| 11                | Mathieu Burgaudeau (FRA) | 36.               |
| 12                | Jordan Jegat (FRA)       | 86.               |
| 13                | Thomas Gachignard (FRA)  | 32.               |
| 14                | Julien Simon (FRA)       | 16.               |
| 15                | Sandy Dujardin (FRA)     | 66.               |
| 16                | Pierre Latour (FRA)      | 114.              |
| 17                | Fabien Grellier (FRA)    | 55.               |

| UAE Team Emirates UAD | UAE Team Emirates UAD     | UAE Team Emirates UAD |
| --------------------- | ------------------------- | --------------------- |
| Nr                    | Kolarz                    | Miejsce               |
| 21                    | Marc Hirschi (SUI)        | 1.                    |
| 22                    | Diego Ulissi (ITA)        | 38.                   |
| 23                    | Felix Großschartner (AUT) | 47.                   |
| 24                    | Jan Christen (SUI)        | 28.                   |
| 25                    | Finn Fisher-Black (NZL)   | 99.                   |
| 26                    | Domen Novak (SLO) (szosa) | DNF                   |
| 27                    | Alessandro Covi (ITA)     | 106.                  |

| Lotto Dstny LTD | Lotto Dstny LTD             | Lotto Dstny LTD |
| --------------- | --------------------------- | --------------- |
| Nr              | Kolarz                      | Miejsce         |
| 31              | Arnaud De Lie (BEL) (szosa) | 4.              |
| 32              | Maxim Van Gils (BEL)        | 41.             |
| 33              | Florian Vermeersch (BEL)    | 78.             |
| 34              | Jasper De Buyst (BEL)       | 96.             |
| 35              | Liam Slock (BEL)            | 102.            |
| 36              | Cédric Beullens (BEL)       | 100.            |
| 37              | Sébastien Grignard (BEL)    | 117.            |

| Team Visma \| Lease a Bike TVL | Team Visma \| Lease a Bike TVL   | Team Visma \| Lease a Bike TVL |
| ------------------------------ | -------------------------------- | ------------------------------ |
| Nr                             | Kolarz                           | Miejsce                        |
| 41                             | Christophe Laporte (FRA) (szosa) | DNF                            |
| 42                             | Tiesj Benoot (BEL)               | 17.                            |
| 43                             | Bart Lemmen (NED)                | 75.                            |
| 44                             | Koen Bouwman (NED)               | 85.                            |
| 45                             | Mick van Dijke (NED)             | 68.                            |
| 46                             | Tosh Van der Sande (BEL)         | DNF                            |
| 47                             | Julien Vermote (BEL)             | 109.                           |

| Red Bull-Bora-Hansgrohe RBH | Red Bull-Bora-Hansgrohe RBH   | Red Bull-Bora-Hansgrohe RBH |
| --------------------------- | ----------------------------- | --------------------------- |
| Nr                          | Kolarz                        | Miejsce                     |
| 51                          | Jai Hindley (AUS)             | 88.                         |
| 52                          | Maximilian Schachmann (GER)   | 40.                         |
| 53                          | Matteo Sobrero (ITA)          | 90.                         |
| 54                          | Frederik Wandahl (DEN)        | 23.                         |
| 55                          | Alexander Hajek (AUT) (szosa) | 20.                         |
| 56                          | Emil Herzog (GER)             | 107.                        |
| 57                          | Anton Palzer (GER)            | DNF                         |

| Ineos Grenadiers IGD | Ineos Grenadiers IGD   | Ineos Grenadiers IGD |
| -------------------- | ---------------------- | -------------------- |
| Nr                   | Kolarz                 | Miejsce              |
| 61                   | Thomas Pidcock (GBR)   | 51.                  |
| 62                   | Magnus Sheffield (USA) | 12.                  |
| 63                   | Tobias Foss (NOR)      | 98.                  |
| 64                   | Connor Swift (GBR)     | 95.                  |
| 65                   | Ben Turner (GBR)       | 108.                 |
| 66                   | Ben Swift (GBR)        | 92.                  |
| 67                   | Salvatore Puccio (ITA) | 113.                 |

| EF Education-EasyPost EFE | EF Education-EasyPost EFE          | EF Education-EasyPost EFE |
| ------------------------- | ---------------------------------- | ------------------------- |
| Nr                        | Kolarz                             | Miejsce                   |
| 71                        | Neilson Powless (USA)              | 53.                       |
| 72                        | Michael Valgren (DEN)              | 43.                       |
| 73                        | Simon Carr (GBR)                   | DNF                       |
| 74                        | Lukas Nerurkar (GBR)               | 30.                       |
| 75                        | Mikkel Frølich Honoré (DEN)        | 13.                       |
| 76                        | Yuhi Todome (JPN)                  | DNF                       |
| 77                        | Jardi Christiaan van der Lee (NED) | DNF                       |

| Team Jayco AlUla JAY | Team Jayco AlUla JAY          | Team Jayco AlUla JAY |
| -------------------- | ----------------------------- | -------------------- |
| Nr                   | Kolarz                        | Miejsce              |
| 81                   | Michael Matthews (AUS)        | 7.                   |
| 82                   | Anders Foldager (DEN)         | 60.                  |
| 83                   | Luka Mezgec (SLO)             | DNF                  |
| 84                   | Davide De Pretto (ITA)        | 71.                  |
| 85                   | Lucas Hamilton (AUS)          | DNF                  |
| 86                   | Lawson Craddock (USA)         | DNF                  |
| 87                   | Christopher Juul-Jensen (DEN) | 124.                 |

| Israel-Premier Tech IPT | Israel-Premier Tech IPT  | Israel-Premier Tech IPT |
| ----------------------- | ------------------------ | ----------------------- |
| Nr                      | Kolarz                   | Miejsce                 |
| 91                      | Nick Schultz (AUS)       | 59.                     |
| 92                      | Simon Clarke (AUS)       | 111.                    |
| 93                      | Hugo Houle (CAN)         | 64.                     |
| 94                      | Krists Neilands (LAT)    | 15.                     |
| 95                      | Jake Stewart (GBR)       | 22.                     |
| 96                      | Mads Würtz Schmidt (DEN) | 14.                     |
| 97                      | Guillaume Boivin (CAN)   | 80.                     |

| Team dsm-firmenich PostNL DFP | Team dsm-firmenich PostNL DFP | Team dsm-firmenich PostNL DFP |
| ----------------------------- | ----------------------------- | ----------------------------- |
| Nr                            | Kolarz                        | Miejsce                       |
| 101                           | Warren Barguil (FRA)          | 25.                           |
| 102                           | Casper van Uden (NED)         | 94.                           |
| 103                           | John Degenkolb (GER)          | 103.                          |
| 104                           | Tobias Lund Andresen (DEN)    | 118.                          |
| 105                           | Nils Eekhoff (NED)            | 31.                           |
| 106                           | Timo Roosen (NED)             | DNF                           |
| 107                           | Alexander Edmondson (AUS)     | DNF                           |

| Arkéa-B&B Hotels ARK | Arkéa-B&B Hotels ARK      | Arkéa-B&B Hotels ARK |
| -------------------- | ------------------------- | -------------------- |
| Nr                   | Kolarz                    | Miejsce              |
| 111                  | Kévin Vauquelin (FRA)     | DNF                  |
| 112                  | Ewen Costiou (FRA)        | DNF                  |
| 113                  | Clément Venturini (FRA)   | 9.                   |
| 114                  | Clément Champoussin (FRA) | 35.                  |
| 115                  | Louis Barré (FRA)         | 45.                  |
| 116                  | Alan Riou (FRA)           | DNF                  |
| 117                  | Anthony Delaplace (FRA)   | 62.                  |

| Movistar Team MOV | Movistar Team MOV         | Movistar Team MOV |
| ----------------- | ------------------------- | ----------------- |
| Nr                | Kolarz                    | Miejsce           |
| 121               | Alex Aranburu (ESP)       | 29.               |
| 122               | Iván García Cortina (ESP) | 73.               |
| 123               | Iván Romeo (ESP)          | 77.               |
| 124               | Rémi Cavagna (FRA)        | DNF               |
| 125               | Johan Jacobs (SUI)        | 89.               |
| 126               | Manlio Moro (ITA)         | DNF               |
| 127               | Sergio Samitier (ESP)     | 63.               |

| Lidl-Trek LTK | Lidl-Trek LTK        | Lidl-Trek LTK |
| ------------- | -------------------- | ------------- |
| Nr            | Kolarz               | Miejsce       |
| 131           | Jasper Stuyven (BEL) | 49.           |
| 132           | Andrea Bagioli (ITA) | 39.           |
| 133           | Thibau Nys (BEL)     | 5.            |
| 134           | Edward Theuns (BEL)  | 84.           |
| 135           | Bauke Mollema (NED)  | 61.           |
| 136           | Quinn Simmons (USA)  | 74.           |
| 137           | Fabio Felline (ITA)  | DNF           |

| Intermarché-Wanty IWA | Intermarché-Wanty IWA     | Intermarché-Wanty IWA |
| --------------------- | ------------------------- | --------------------- |
| Nr                    | Kolarz                    | Miejsce               |
| 141                   | Laurenz Rex (BEL)         | 69.                   |
| 142                   | Hugo Page (FRA)           | 10.                   |
| 143                   | Francesco Busatto (ITA)   | 70.                   |
| 144                   | Dion Smith (NZL)          | DNF                   |
| 145                   | Baptiste Planckaert (BEL) | 112.                  |
| 146                   | Gijs Van Hoecke (BEL)     | 116.                  |
| 147                   | Adrien Petit (FRA)        | 104.                  |

| Cofidis COF | Cofidis COF           | Cofidis COF |
| ----------- | --------------------- | ----------- |
| Nr          | Kolarz                | Miejsce     |
| 151         | Benjamin Thomas (FRA) | 27.         |
| 152         | Piet Allegaert (BEL)  | 126.        |
| 153         | Ben Hermans (BEL)     | 50.         |
| 154         | Anthony Perez (FRA)   | 42.         |
| 155         | Alexis Gougeard (FRA) | 121.        |
| 156         | Nolann Mahoudo (FRA)  | 120.        |
| 157         | Gorka Izagirre (ESP)  | 67.         |

| Decathlon-AG2R La Mondiale DAT | Decathlon-AG2R La Mondiale DAT | Decathlon-AG2R La Mondiale DAT |
| ------------------------------ | ------------------------------ | ------------------------------ |
| Nr                             | Kolarz                         | Miejsce                        |
| 161                            | Benoît Cosnefroy (FRA)         | 26.                            |
| 162                            | Paul Lapeira (FRA) (szosa)     | 48.                            |
| 163                            | Andrea Vendrame (ITA)          | 34.                            |
| 164                            | Dorian Godon (FRA)             | 6.                             |
| 165                            | Alex Baudin (FRA)              | 46.                            |
| 166                            | Bastien Tronchon (FRA)         | 54.                            |
| 167                            | Larry Warbasse (USA)           | 33.                            |

| Astana Qazaqstan Team AST | Astana Qazaqstan Team AST | Astana Qazaqstan Team AST |
| ------------------------- | ------------------------- | ------------------------- |
| Nr                        | Kolarz                    | Miejsce                   |
| 171                       | Simone Velasco (ITA)      | 11.                       |
| 173                       | Samuele Battistella (ITA) | DNF                       |
| 174                       | Dmitrij Gruzdiew (KAZ)    | DNF                       |
| 175                       | Daniil Marukhin (KAZ)     | 127.                      |
| 176                       | Michele Gazzoli (ITA)     | DNF                       |
| 177                       | Igor Czżan (KAZ)          | DNF                       |

| Soudal Quick-Step SOQ | Soudal Quick-Step SOQ    | Soudal Quick-Step SOQ |
| --------------------- | ------------------------ | --------------------- |
| Nr                    | Kolarz                   | Miejsce               |
| 181                   | Julian Alaphilippe (FRA) | 58.                   |
| 182                   | Ilan Van Wilder (BEL)    | 56.                   |
| 183                   | Yves Lampaert (BEL)      | DNF                   |
| 184                   | Paul Magnier (FRA)       | 2.                    |
| 185                   | Martin Svrček (SVK)      | 87.                   |
| 186                   | Pepijn Reinderink (NED)  | DNS                   |
| 187                   | Ayco Bastiaens (BEL)     | DNF                   |

| Bahrain Victorious TBV | Bahrain Victorious TBV  | Bahrain Victorious TBV |
| ---------------------- | ----------------------- | ---------------------- |
| Nr                     | Kolarz                  | Miejsce                |
| 191                    | Pello Bilbao (ESP)      | 19.                    |
| 192                    | Edoardo Zambanini (ITA) | 18.                    |
| 193                    | Fred Wright (GBR)       | 119.                   |
| 194                    | Yukiya Arashiro (JPN)   | DNF                    |
| 195                    | Nikias Arndt (GER)      | 81.                    |
| 196                    | Dušan Rajović (SRB)     | DNF                    |
| 197                    | Andrea Pasqualon (ITA)  | 110.                   |

| Alpecin-Deceuninck ADC | Alpecin-Deceuninck ADC     | Alpecin-Deceuninck ADC |
| ---------------------- | -------------------------- | ---------------------- |
| Nr                     | Kolarz                     | Miejsce                |
| 201                    | Axel Laurance (FRA)        | 76.                    |
| 202                    | Gianni Vermeersch (BEL)    | 97.                    |
| 203                    | Søren Kragh Andersen (DEN) | 21.                    |
| 204                    | Michael Gogl (AUT)         | DNF                    |
| 205                    | Tobias Bayer (AUT)         | 72.                    |
| 206                    | Silvan Dillier (SUI)       | 125.                   |
| 207                    | Senne Leysen (BEL)         | 115.                   |

| Uno-X Mobility UXM | Uno-X Mobility UXM             | Uno-X Mobility UXM |
| ------------------ | ------------------------------ | ------------------ |
| Nr                 | Kolarz                         | Miejsce            |
| 211                | Jonas Abrahamsen (NOR)         | 105.               |
| 212                | Søren Wærenskjold (NOR)        | DNF                |
| 213                | Rasmus Tiller (NOR)            | 93.                |
| 214                | Magnus Cort Nielsen (DEN)      | 3.                 |
| 215                | Markus Hoelgaard (NOR) (szosa) | 57.                |
| 216                | Fredrik Dversnes (NOR)         | 65.                |
| 217                | William Blume Levy (DEN)       | DNF                |

| Burgos-BH BBH | Burgos-BH BBH        | Burgos-BH BBH |
| ------------- | -------------------- | ------------- |
| Nr            | Kolarz               | Miejsce       |
| 221           | Ander Okamika (ESP)  | 52.           |
| 222           | Ángel Fuentes (ESP)  | 82.           |
| 223           | Clément Alleno (FRA) | 83.           |
| 224           | Antonio Angulo (ESP) | 24.           |
| 225           | Óscar Pelegrí (ESP)  | 122.          |
| 226           | Sebastián Mora (ESP) | 123.          |
| 227           | Karel Vacek (CZE)    | 128.          |

| Euskaltel-Euskadi EUS | Euskaltel-Euskadi EUS          | Euskaltel-Euskadi EUS |
| --------------------- | ------------------------------ | --------------------- |
| Nr                    | Kolarz                         | Miejsce               |
| 231                   | Víctor de la Parte (ESP)       | DNF                   |
| 232                   | Xavier Cañellas (ESP)          | 79.                   |
| 233                   | Andoni López de Abetxuko (ESP) | 129.                  |
| 234                   | Asier Etxeberria (ESP)         | DNF                   |
| 235                   | Unai Cuadrado (ESP)            | DNF                   |
| 236                   | Nicolás Alustiza (ESP)         | DNF                   |
| 237                   | Unai Zubeldia (ESP)            | DNF                   |

Legenda: DNF – nie ukończył, OTL – przekroczył limit czasu, DNS – nie wystartował, DSQ – zdyskwalifikowany.

## Klasyfikacja generalna
| \| Klasyfikacja generalna \| Klasyfikacja generalna \| Klasyfikacja generalna \| Klasyfikacja generalna \| Klasyfikacja generalna \| \| Kolarz \| Kolarz \| Państwo \| Drużyna \| Czas \| \| ---------------------- \| ---------------------- \| ---------------------- \| -------------------------- \| ---------------------- \| \| 1. \| Marc Hirschi \| Szwajcaria \| UAE Team Emirates \| 6h 09' 35" \| \| 2. \| Paul Magnier \| Francja \| Soudal Quick-Step \| + 1" \| \| 3. \| Magnus Cort Nielsen \| Dania \| Uno-X Mobility \| + 1" \| \| 4. \| Arnaud De Lie \| Belgia \| Lotto Dstny \| + 1" \| \| 5. \| Thibau Nys \| Belgia \| Lidl-Trek \| + 1" \| \| 6. \| Dorian Godon \| Francja \| Decathlon-AG2R La Mondiale \| + 1" \| \| 7. \| Michael Matthews \| Australia \| Team Jayco AlUla \| + 1" \| \| 8. \| Thibaud Gruel \| Francja \| Groupama-FDJ \| + 1" \| \| 9. \| Clément Venturini \| Francja \| Arkéa-B&B Hotels \| + 1" \| \| 10. \| Hugo Page \| Francja \| Intermarché-Wanty \| + 1" \| |                     |            |                            |            |
| |                     |            |                            |            |
| Źródło: ProCyclingStats |                     |            |                            |            |
| Klasyfikacja generalna |                     |            |                            |            |
| Kolarz | Kolarz              | Państwo    | Drużyna                    | Czas       |
| 1. | Marc Hirschi        | Szwajcaria | UAE Team Emirates          | 6h 09' 35" |
| 2. | Paul Magnier        | Francja    | Soudal Quick-Step          | + 1"       |
| 3. | Magnus Cort Nielsen | Dania      | Uno-X Mobility             | + 1"       |
| 4. | Arnaud De Lie       | Belgia     | Lotto Dstny                | + 1"       |
| 5. | Thibau Nys          | Belgia     | Lidl-Trek                  | + 1"       |
| 6. | Dorian Godon        | Francja    | Decathlon-AG2R La Mondiale | + 1"       |
| 7. | Michael Matthews    | Australia  | Team Jayco AlUla           | + 1"       |
| 8. | Thibaud Gruel       | Francja    | Groupama-FDJ               | + 1"       |
| 9. | Clément Venturini   | Francja    | Arkéa-B&B Hotels           | + 1"       |
| 10. | Hugo Page           | Francja    | Intermarché-Wanty          | + 1"       |